# Liste der Vorsteher des Klosters Neuzelle
Die Liste der Vorsteher des Klosters Neuzelle führt die Äbte der Zisterzienserabtei Neuzelle in der Niederlausitz von 1281 bis 1817 auf. Darüber hinaus werden die Prioren des am 2. September 2018 neu gegründeten Zisterzienserpriorats Maria Friedenshort Neuzelle, als Filialgründung des Stiftes Heiligenkreuz, aufgelistet.

## Äbte von 1281 bis 1817
Insgesamt gab es 43 Äbte des Klosters Neuzelle. Obwohl das Kloster bereits am 12. Oktober 1268 gegründet wurde, bestand ein Konvent erst ab 1280, wodurch der erste Abt erst 1281 gewählt werden konnte. Zudem darf es einen unbestätigten Abt, sowie einen, der wegen ungültiger Wahl abgesetzt wurde. Das Längste Abbatiat hatte Gabriel Dubau mit 33 Jahren. Das kürzeste hatte entweder Johannes II. oder Paulus I.
| Nummer | Name                         | Abbatiat                                    | Geboren           | Gestorben         | Portrait | Anmerkung                                                                                 |
| ------ | ---------------------------- | ------------------------------------------- | ----------------- | ----------------- | -------- | ----------------------------------------------------------------------------------------- |
| 1.     | Hermann I.                   | 1281–1304 (23 Jahre)                        |                   |                   |          |                                                                                           |
| 2.     | Heinrich I.                  | 1304–1331 (27 Jahre)                        |                   |                   |          |                                                                                           |
| 3.     | Johannes I.                  | 1331–1344 (13 Jahre)                        |                   |                   |          |                                                                                           |
| 4.     | Jakobus I. Lugow             | 1344–1347 (3 Jahre)                         |                   |                   |          |                                                                                           |
| 5.     | Nikolaus I.                  | 1347–nach 1372 (? Jahre)                    |                   |                   |          |                                                                                           |
| 6.     | Theodoricus I. von Winningen | 1380 (oder früher)–ca. 1395 (? Jahre)       |                   |                   |          |                                                                                           |
| 7.     | Heinrich II.                 | ca. 1395–ca. 1397 (ca. 2 Jahre)             |                   |                   |          |                                                                                           |
| 8.     | Kaspar                       | 1399–1402 (3 Jahre)                         |                   |                   |          |                                                                                           |
| 9.     | Hermann II.                  | 1402–1408 (6 Jahre)                         |                   |                   |          |                                                                                           |
| 10.    | Seliger Petrus I.            | 1408–1429 (21 Jahre)                        | ?                 | 1429              |          | von den Hussiten getötet                                                                  |
| 11.    | Nikolaus II. von Bomsdorf    | ca. 1431–1469 (38 Jahre)                    | ?                 | 1469              |          | baute das Kloster nach der Zerstörung in den Hussitenkriegen wieder auf                   |
| 12.    | Christophorus                | 1469–1478 (9 Jahre)                         |                   |                   |          |                                                                                           |
| 13.    | Hermann III.                 | 1478–1479 (1 Jahr)                          |                   |                   |          |                                                                                           |
| 14.    | Matthäus Kegel               | 1479–1483 (4 Jahre)                         |                   |                   |          |                                                                                           |
| 15.    | Philipp I.                   | 1483–1500 (17 Jahre)                        |                   |                   |          |                                                                                           |
| 16.    | Lukas                        | 1500–1511 (11 Jahre)                        |                   |                   |          |                                                                                           |
| 17.    | Johannes II.                 | 1512 (einige Monate)                        |                   |                   |          |                                                                                           |
| 18.    | Paulus I.                    | 1512 (einige Monate)                        |                   |                   |          |                                                                                           |
| 19.    | Philipp II.                  | 1512–ca. 1515 (3 Jahre)                     |                   |                   |          |                                                                                           |
| 20.    | Johannes III. Kern           | ca. 1515 – ca. 1517 (ca. 2 Jahre)           |                   |                   |          |                                                                                           |
| 21.    | Theodoricus II. Nugele       | ca. 1517–ca. 1523 (ca. 6 Jahre)             |                   |                   |          |                                                                                           |
| 22.    | Michael I.                   | 1523–1532 (9 Jahre)                         |                   |                   |          |                                                                                           |
| 23.    | Matthias                     | 1533–1537 (4 Jahre)                         |                   |                   |          |                                                                                           |
| 24.    | Nikolaus III. Hoffmann       | 1537–1557 (20 Jahre)                        | ?                 | 1557              |          | regierte während der Zeit der Reformation; Neuzelle blieb katholisch                      |
| 25.    | Jakobus II. Gast             | 1557–1568 (11 Jahre)                        |                   |                   |          |                                                                                           |
| 26.    | Erhard Langewaldt            | 1568–1575 (7 Jahre)                         |                   |                   |          |                                                                                           |
| 27.    | Michael II. Jakob            | 1575–1585 (10 Jahre)                        |                   |                   |          |                                                                                           |
| 28.    | Andreas Wiedemann            | 1585–1591 (6 Jahre)                         | ?                 | 1591              |          | aus Königsaal; zudem Abt der Klöster Saar, Plass, Königsaal, Sedlitz, Skalitz             |
| 29.    | Laurentius Coswig            | 1591–1610 (19 Jahre)                        |                   |                   |          |                                                                                           |
|        | Paulus Weiner                | [1610]                                      |                   |                   |          | Chorherr aus dem Augustiner-Chorherrenstift Sagan; nicht bestätigt                        |
| 30.    | Jaroslav von Dohna           | 1611–1613 (2 Jahre)                         |                   |                   |          | päpstlicher Kammerherr                                                                    |
| 31.    | Balthasar Gutler             | 1613–1614 (1 Jahr)                          |                   |                   |          |                                                                                           |
|        | Adam Schwobe                 | 1614–1616 (2 Jahre)                         |                   |                   |          | wegen ungültiger Wahl abgesetzt                                                           |
| 32.    | Georg Eschricht              | 1616–1626 (10 Jahre)                        |                   |                   |          | aus Königsaal                                                                             |
| 33.    | Hugo Stimmer                 | 1626–1632 (6 Jahre)                         |                   |                   |          | aus Salem                                                                                 |
| 34.    | Bartholomäus Pflugk          | 1634–1641 (7 Jahre)                         |                   |                   |          | aus Grüssau; 1632 Administrator                                                           |
| 35.    | Bernhard von Schrattenbach   | 1641–1660 (19 Jahre)                        |                   |                   |          | aus Salem                                                                                 |
| 36.    | Alberich Burghoff            | 1660–1685 (25 Jahre)                        | 1613 oder 1614    | 1685              |          | aus Lilienfeld; 1649 Promotion zum Doktor der Theologie; Begründer der Josefsbruderschaft |
| 37.    | Eugen Haumann                | 1685–1695 (10 Jahre)                        |                   |                   |          |                                                                                           |
| 38.    | Petrus II. Richter           | 1695–1703 (8 Jahre)                         |                   |                   |          |                                                                                           |
| 39.    | Konrad Proche                | 1703–1727 (24 Jahre)                        | 1644 oder 1649    | 1727              |          | Großer Bauherr; Große Bauphase der Barockzeit                                             |
| 40.    | Martin Graff                 | 1727–1741 (14 Jahre)                        | 1678              | 1741              |          | designierter Titularbischof; einer der bedeutendsten Äbte des Klosters                    |
| 41.    | Gabriel Dubau                | 18. Januar 1742 – 10. April 1775 (33 Jahre) | 6. Januar 1700    | 10. April 1775    |          |                                                                                           |
| 42.    | Edmund Pietschmann           | 27. Juni 1775 – 12. April 1801 (25 Jahre)   | 13. Dezember 1731 | 12. April 1801    |          | 1783–1801 Generalvikar der Lausitz                                                        |
| 43.    | Optatus Paul                 | 26. Juli 1803 – 26. Februar 1817 (13 Jahre) | 26. März 1746     | 14. November 1819 |          | Aufhebung des Klosters 1817                                                               |

## Obere seit 2018
Das Kloster Maria Friedenshort hatte seit 2018 einen Prior und einen Subprior. Der Prior ist:
| Nummer | Prior         | von               | bis | geboren       | gestorben | Portrait | Anmerkungen                                                                                         | Einzelnachweise |
| ------ | ------------- | ----------------- | --- | ------------- | --------- | -------- | --------------------------------------------------------------------------------------------------- | --------------- |
| 1      | Simeon Wester | 2. September 2018 | -   | 7. April 1967 | -         |          | Pater Simeon ist der Gründungsprior des Klosters; er war zunächst auch Pfarrer der Pfarrei Neuzelle | [ 1 ]           |

Der Subprior ist:
| Nummer | Subprior       | von               | bis | Anmerkung                                                                             | Einzelnachweise |
| ------ | -------------- | ----------------- | --- | ------------------------------------------------------------------------------------- | --------------- |
| 1      | Killian Müller | 2. September 2018 |     | Pater Killian ist gleichzeitig auch Ökonom und Verantwortlicher für den Klosterneubau | [ 2 ]           |

## Quelle
- Liste der Vorsteher des Klosters Neuzelle in der Biographia Cisterciensis